# Турецкий полупалый геккон
Туре́цкий полупа́лый гекко́н, или европейский домовый геккон (лат. Hemidactylus turcicus) — один из самых распространённых видов гекконов. Ящерица распространена на Ближнем Востоке, имеет полупрозрачную нежную кожу, покрытую чешуйками с розоватым, светло-оранжевым, светло-коричневым оттенком или пятнистыми. На лапках имеются липкие подушечки с помощью которых она может взбираться на отвесные стены. Длина её около четырнадцати сантиметров, продолжительность жизни примерно девять лет. Ночной охотник, активный только в тёмное время, полупалый геккон имеет выпуклые глаза без век. Любит селиться в домах вместе с людьми, прячась в укромных местах.

## Распространение

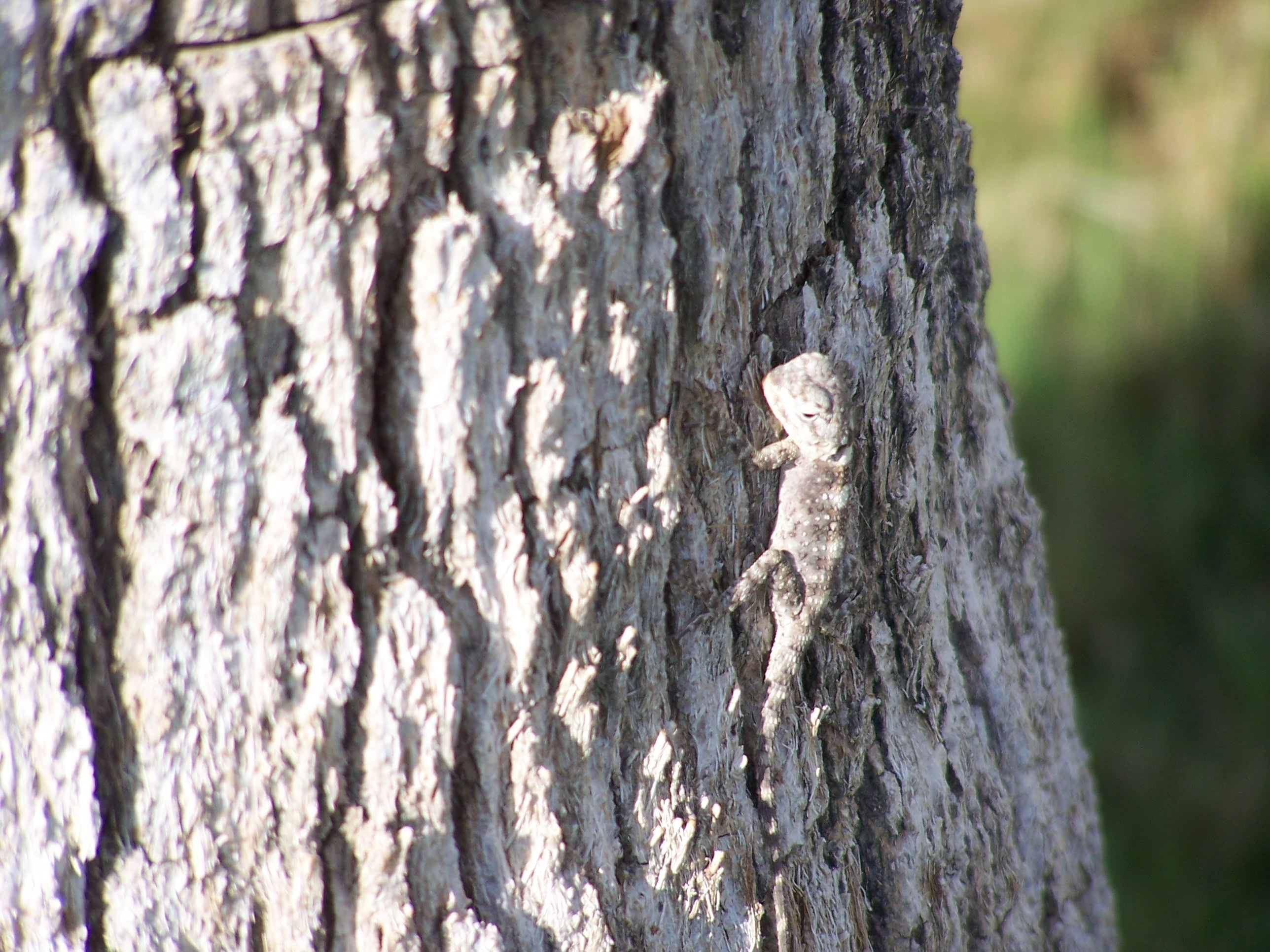
Полупалый геккон в естественной среде обитания

Будучи гемерофилом, полупалый геккон получил большое распространение. Первая волна распространения началась в античности с путешествий греческих моряков. Так как женские особи ящерицы способны делать запасы мужского семени приблизительно на один год и таким образом обеспечить 6 кладок по 2 яйца без наличия самца, ящерица мгновенно распространилась по всему средиземноморскому побережью. Вторая волна распространения полупалого геккона пришлась на время испанской и португальской колонизации. Благодаря развитию воздушного и морского флота в XX веке ящерица получила распространение практически на всех континентах и островах с тропическим климатом.

## Поведение
Полупалый геккон живёт колониями, в которых самцы защищают свою территорию от других самцов, конкурентов других видов, например ящериц и пауков. Очень часто все ящерицы колонии используют одно и то же место для туалета, что помогает установить во всей колонии здоровую кишечную флору.
Полупалый геккон считается ночным животным, о чём можно судить по его глазам без век. Но если население колонии растёт, например в связи с отсутствием естественных врагов, таких как кошки или собаки, гекконы вынуждены ходить на охоту в сумерках или охотиться возле источников света.
Ровные открытые места, такие как пол или поверхность стола гекконы чаще всего избегают и в дневное время прячутся под листьями растений, под шкафами или полками. Для сна геккон нуждается в узком пространстве, в котором к стенке прилегает не только живот, но и спина. Днём гекконы часто меняют место, чтобы содействовать пассивной терморегуляции. Ночью при температуре не ниже 15 °C ящерица остаётся активной. После питания геккон может долгое время находиться на солнце при 25-30 °C, что в других ситуациях для него не характерно. Такое поведение продиктовано процессами пищеварения, для которых нужна определённая температура.

## Продолжительность жизни
Продолжительность жизни полупалого геккона в нормальных условиях приблизительно 9-10 лет. В старости гекконы часто слепнут, что приводит к невозможности охоты и смерти. В домашних условиях при правильном уходе продолжительность жизни геккона удваивается.